# Estilo Luis XVI

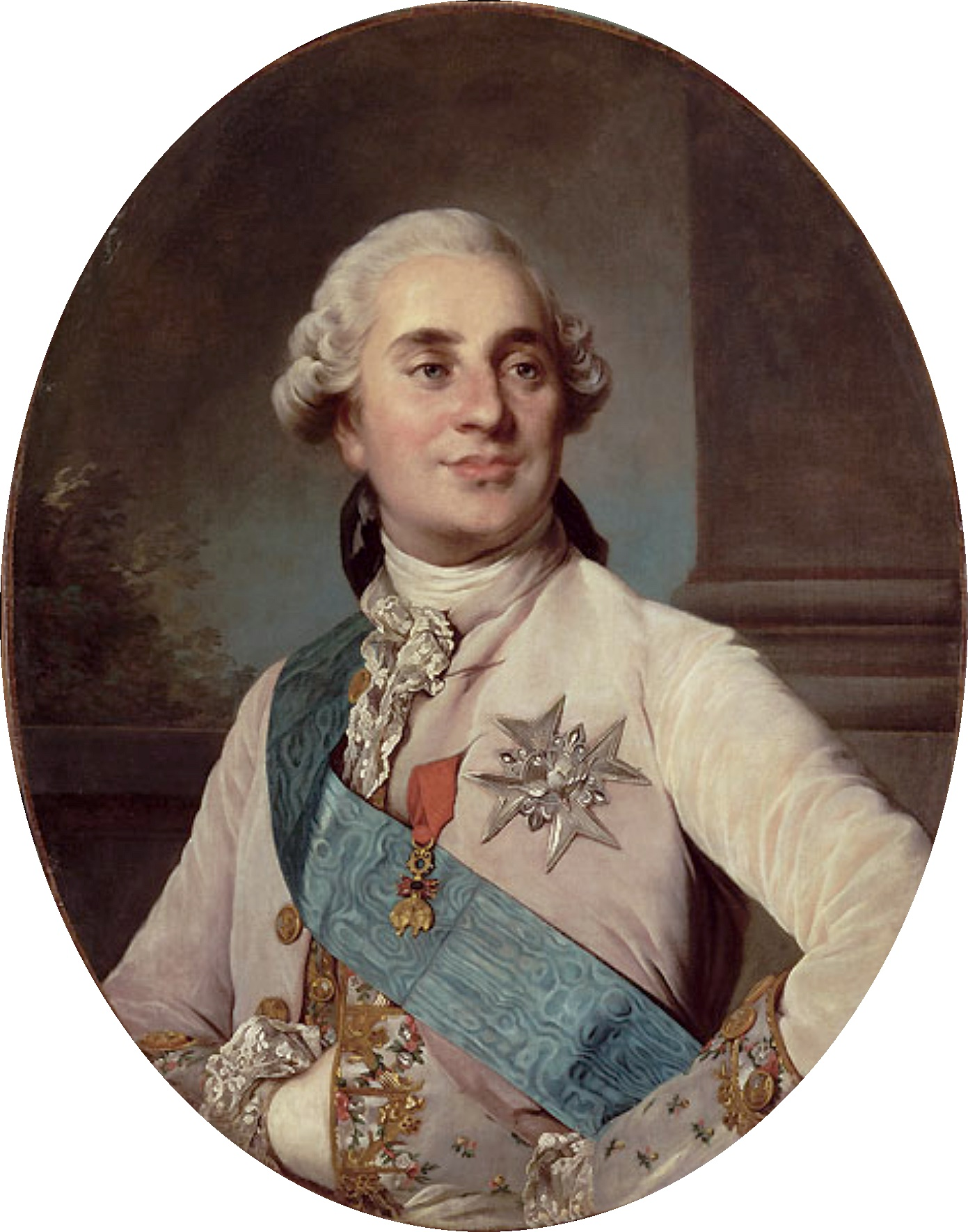
Luis XVI, por Joseph Duplessis, 1776.

El estilo Luis XVI (en francés: style Louis XVI), conocido en la Francia de la época como Style à la grecque (Estilo a la griega), es un estilo artístico de decoración y muebles que surge en Francia después del Estilo Transición, que había aparecido como vanguardia del Estilo Luis XV (Rococó). 
Es uno de los estilos más representativos del movimiento neoclásico; abarca aproximadamente desde 1760 hasta 1789, y se origina, por tanto, antes de que Luis XVI empezara a reinar (1774). A este estilo le sucederá el Estilo Directorio.

## Influencias

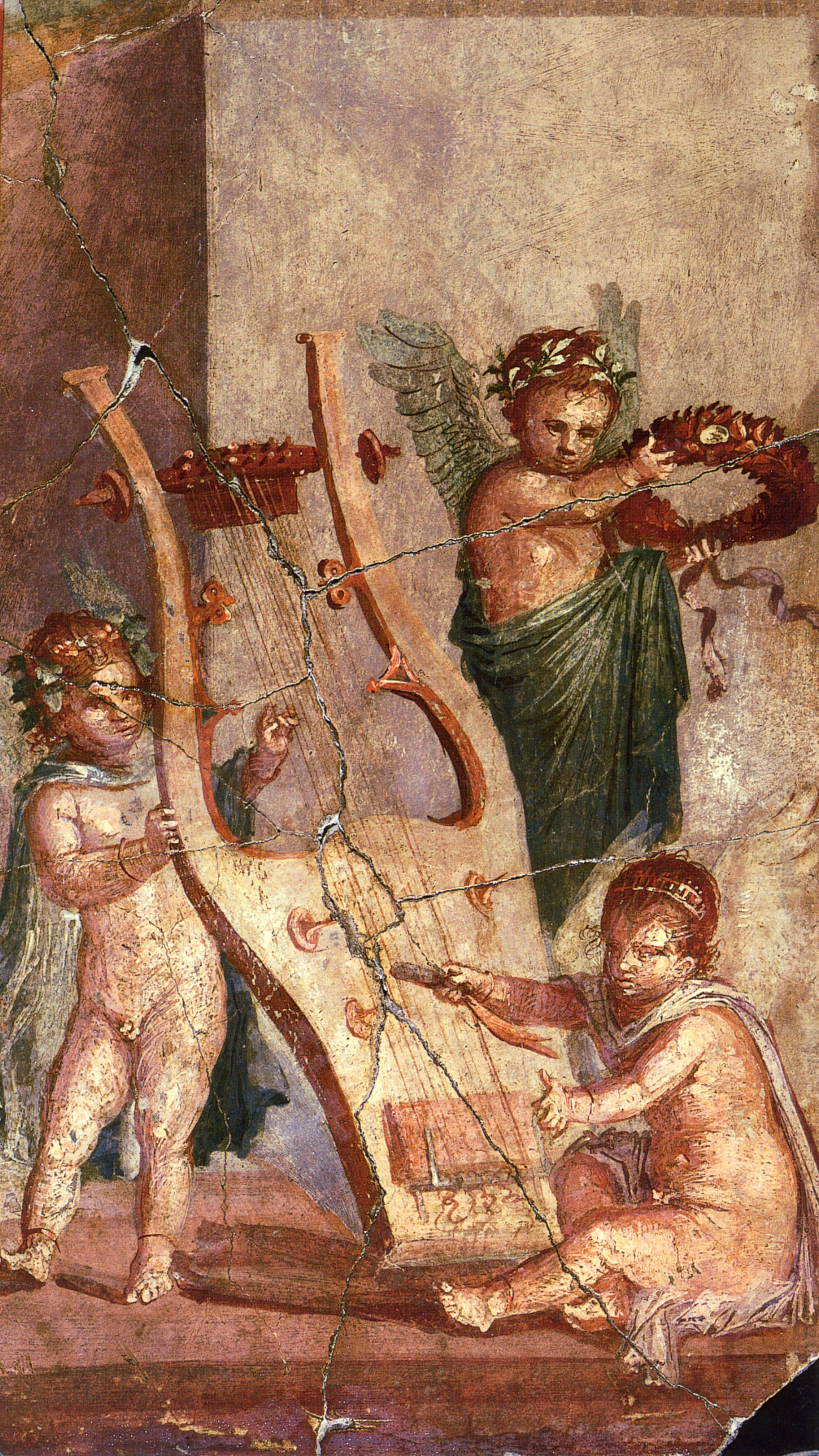
Fresco hallado en Herculano.

En 1738 se descubren los restos de Herculano, y en 1748 los de Pompeya, dos ciudades de la Antigua Roma destruidas por la erupción del Vesubio. El libro del Conde de Caylus, Recueil des antiquités égyptiennes, étrusques, grécques et gauloises (Colección de antigüedades egipcias, etruscas, griegas y galas), sobre las novedades descubiertas en diversas áreas, incluido el mobiliario, dio un impulso al nuevo gusto por la Antigüedad Clásica en Francia. En su libro, el conde de Calylus explica su objetivo:

Para dar a los artistas algunas ideas sobre las bellas proporciones y hacerles sentir la necesidad de precisión allí donde el pretendido gusto y el falso brillo de hoy se desvían tan a menudo.

Por otra parte, Frédéric-Melchior Grimm escribía en 1761: 

En los últimos años se han buscado ornamentos y formas antiguas; el gusto ha mejorado considerablemente y esta moda se ha vuelto tan general, que todo está ahora à la grecque. La decoración interior y exterior, los edificios, los muebles, los textiles, las joyas, todo París está à la grecque. Este gusto ha pasado de la arquitectura a las boutiques de moda.

Otras publicaciones que influyeron en el nuevo estilo fueron l'Art de peindre (El arte de pintar) (1760) y Essai sur les jardins (Ensayo sobre los jardines) (1774) ambras obras de Claude-Henri Watelet, y Observations sur les antiquités d'Herculanum (Observaciones sobre las antigüedades de Herculano) de Charles-Nicolas Cochin.
Las primeras muestras del estilo à la grecque, como fue llamado en la época, pueden remontarse a las innovaciones en la moda de Madame de Pompadour, quien aprende a dibujar con el escultor Edmé Bouchardon, cuyo estilo es claramente neoclásico. Por otra parte, las pinturas de Nicolas Poussin ejercieron una importante influencia en este período, pues estaban en concordancia con los ideales de la razón, el orden y las proporciones armoniosas, características cada vez más importantes a medida que las ideas de la Ilustración se extendían.

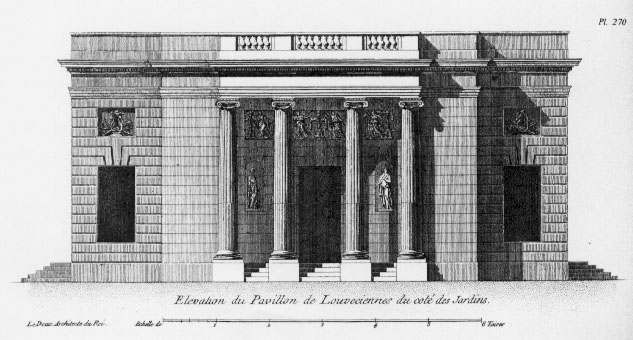
Pabellón de Música de Madame du Barry en Louveciennes.

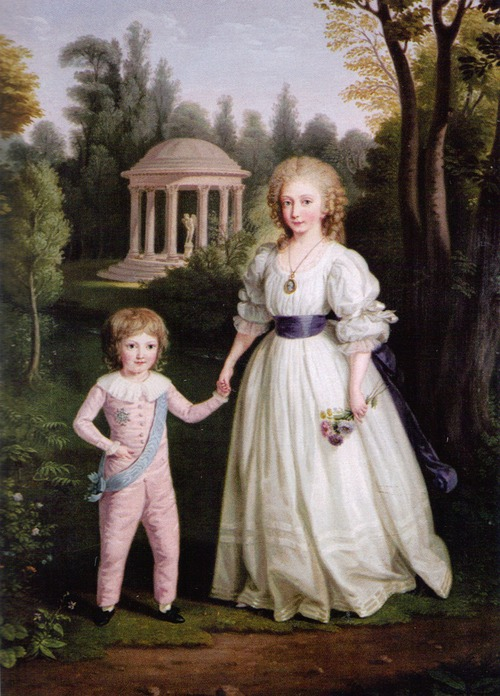
El gusto por la naturaleza de la época se vio reflejado en el Petit Trianón. En la imagen, María Teresa y el Delfín, y tras ellos el Templo del Amor.

La influencia de Madame du Barry, favorita del rey Luis XV, fue también muy importante para el desarrollo inicial del estilo. Su gusto por el clasicismo se reflejó de modo especial en la arquitectura de su Castillo de Louveciennes. Arquitectos como Ange-Jacques Gabriel, Claude Nicolas Ledoux o Étienne-Louis Boullée, adoptaron el estilo neoclásico expresado en el palladianismo y en construcciones emblemáticas como el Petit Trianon, en Versalles.
Paralelamente a los nuevos descubrimientos del arte greco-romano, existió otro factor decisivo en la transformación del gusto de la sociedad de la época: las teorías ilustradas que fomentaban el regreso a la naturaleza, expuestas por autores como Jean-Jacques Rousseau, además de la confianza en la razón, que explica la predilección por formas armoniosas, líneas rectas en contraposición a las curvas fantasiosas del Barroco y el Rococó, y una predilección creciente por los estudios serios y los sentimientos sublimes. La nueva Eloísa, de Rousseau, ejerció una especial influencia en el desarrollo de este estilo, pues en esta obra se expresa el gusto por el intimismo y la sensibilidad que caracterizarán la época previa al Romanticismo.

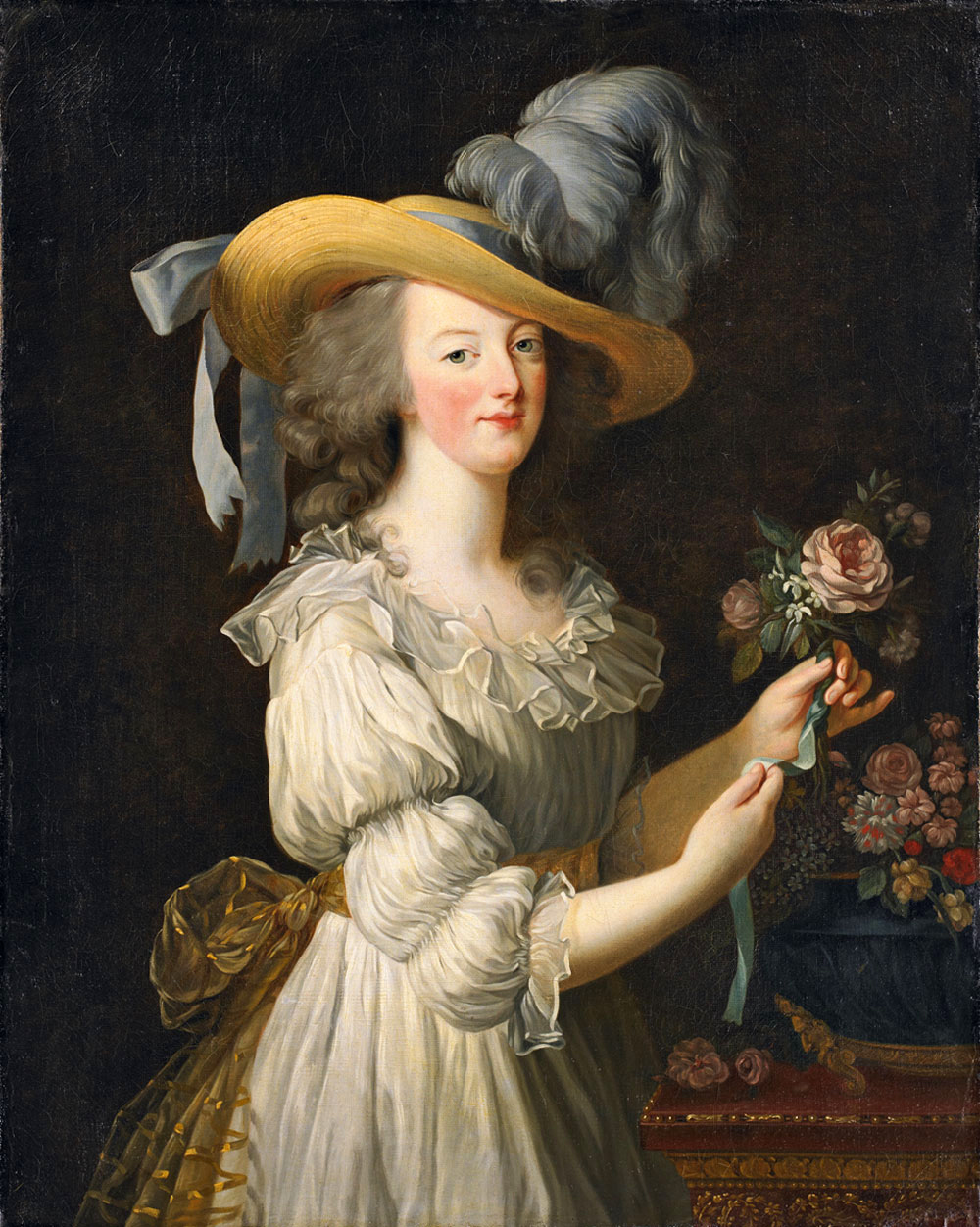
María Antonieta en traje de muselina.

El despertar de la sensibilidad y de la melancolía como sentimiento poético, encuentra en el jardín el escenario simbólico de esa libertad a que se aspira. Pero no se trata ya del parterre al estilo de Le Nôtre, sino que se prefiere el jardín inglés, o el «parque natural» que se reclama en La nueva Eloísa, pues lo que se busca es la libertad de las formas, lejos de la rigidez geométrica impuesta a la naturaleza en los jardines de Luis XIV.
Así como la sensibilidad por la naturaleza, las actividades campestres y la jardinería se ponen de moda, aportando una nueva estética con una serie de motivos decorativos asociados. Este gusto por la naturaleza y la vida campestre se vio reflejado en el Hameau de la Reine, especie de aldea con cabañas rústicas y atravesada por arroyos artificiales, donde la reina María Antonieta fingía vivir como una campesina junto a sus íntimos amigos de la Corte, usando sombreros de paja y delantales, así como en el Pequeño Trianón, edificado con una arquitectura simple, levemente arcaizante, en medio de jardines; plenamente aislado y, sin embargo, inmediato a Versalles. Además, tendrían efecto las críticas a la aristocracia planteadas en la ópera Las bodas de Fígaro, de Mozart, que tuvo mucho éxito entre la nobleza francesa.
Por otra parte, la actitud del rey Luis XVI fue reaccionaria contra las costumbres disolutas y libertinas que caracterizaron el reinado de su predecesor, por lo que a las curvas sugerentes se contrapuso la imagen clásica de la virtud y de la sencillez, moral expresada simbólicamente en la línea recta. Como resultado de la creciente austeridad, aumenta la reacción contra los excesos del rococó y sus curvas asimétricas, prefiriéndose la sobriedad en la decoración. No obstante, permanecen aún algunas líneas curvas que suavizan la rigidez de las nuevas estructuras, lo que dota al estilo Luis XVI de una sutil delicadeza en sus proporciones.

## Características principales
Para algunos autores, el estilo Luis XVI es claramente femenino, en contraposición a la neutralidad majestuosa del estilo Luis XIV, y a la sensualidad del estilo Luis XV. Así, Stefan Zweig dice en su biografía de María Antonieta que este estilo debió llevar el nombre de la reina:

Tendría que llevar el nombre de la reina, el nombre de esta delicada, inquieta y elegante mujer; tendría que llamarse estilo María Antonieta, pues nada, en sus formas frágiles y graciosas, recuerda al hombre gordo y macizo que era Luis XVI y a sus toscas aficiones, sino que todo hace pensar en la leve y linda figura de mujer cuya imagen adorna todavía hoy aquellos recintos; formando una unidad desde el lecho hasta la polvera, desde el clavicordio hasta el abanico de marfil, desde la chaise-longue hasta la miniatura, utilizando sólo los materiales más escogidos en las formas menos llamativas, aparentemente frágil y, sin embargo, duradero, uniendo la línea clásica a la gracia francesa, este estilo, aún comprensible hoy para nosotros, anuncia, como ningún otro, el señorío victorioso de la mujer, el dominio de Francia por damas cultas y llenas de buen gusto y trasmuda la pompa dramática de los Luis XIV y Luis XV en intimidad y musicalidad.

El estilo Luis XVI contrasta con estilo Luis XV por su sencillez y mesura; vuelve al rigor de las formas geométricas y rectilíneas tomadas de la arquitectura clásica: el rectángulo, el cuadrado, el círculo y el óvalo, principalmente. Frente a la pesadez y el exceso de estilos anteriores, el estilo Luis XVI se caracteriza por la ligereza de sus formas y la proporción armoniosa de sus dimensiones. La solemnidad es sustituida por la gracia y la delicadeza propias de la vida social, el intimismo y el confort. Este estilo incorpora elementos de la cultura greco-romana: columnas, frontones, pórticos, etc. La pintura también experimenta un retorno a los temas de la antigüedad clásica con representaciones de escenas mitológicas y el uso de las proporciones griegas y romanas en la figura humana.

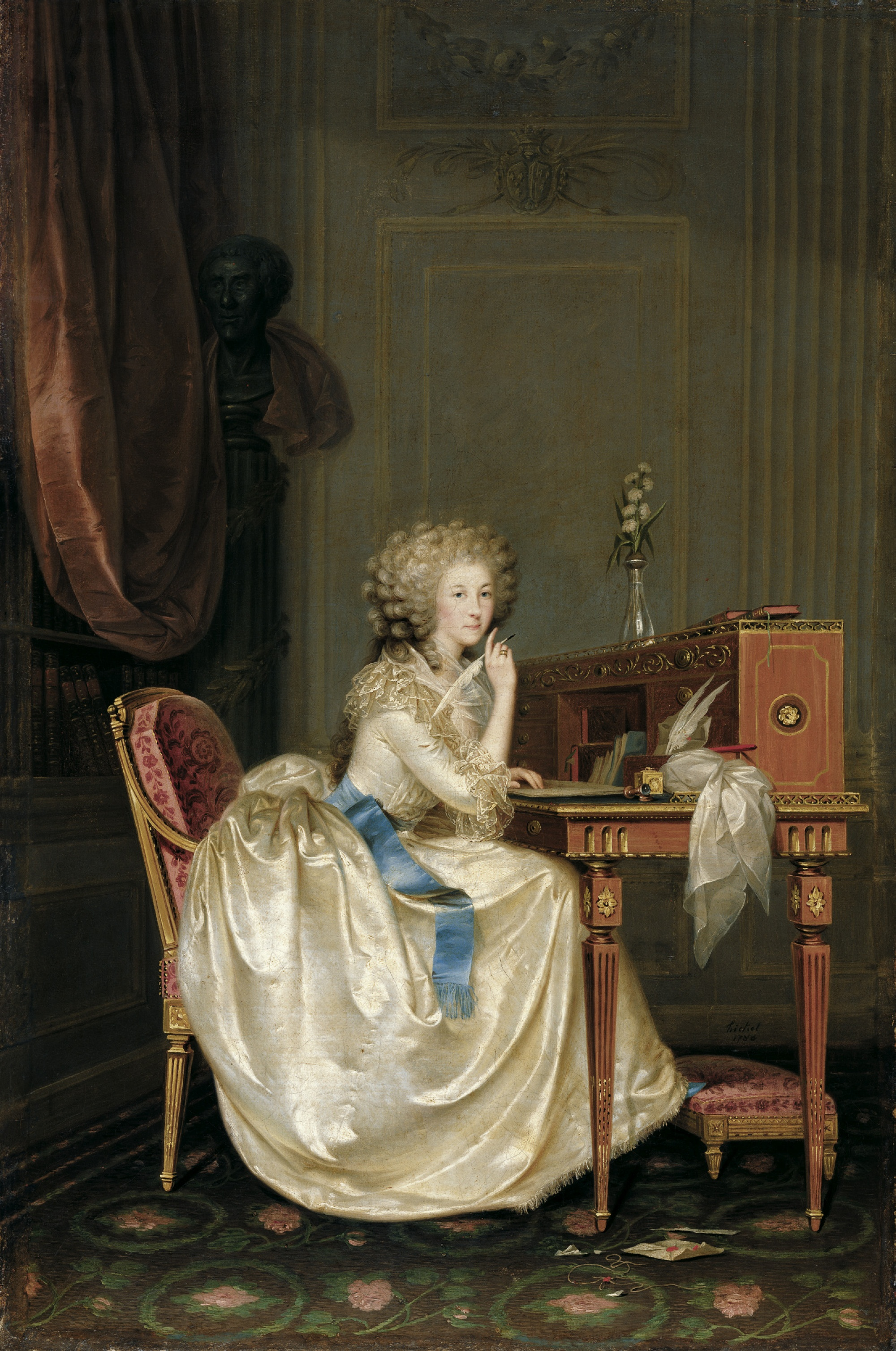
La princesa de Lamballe retratada en su escritorio en 1788.

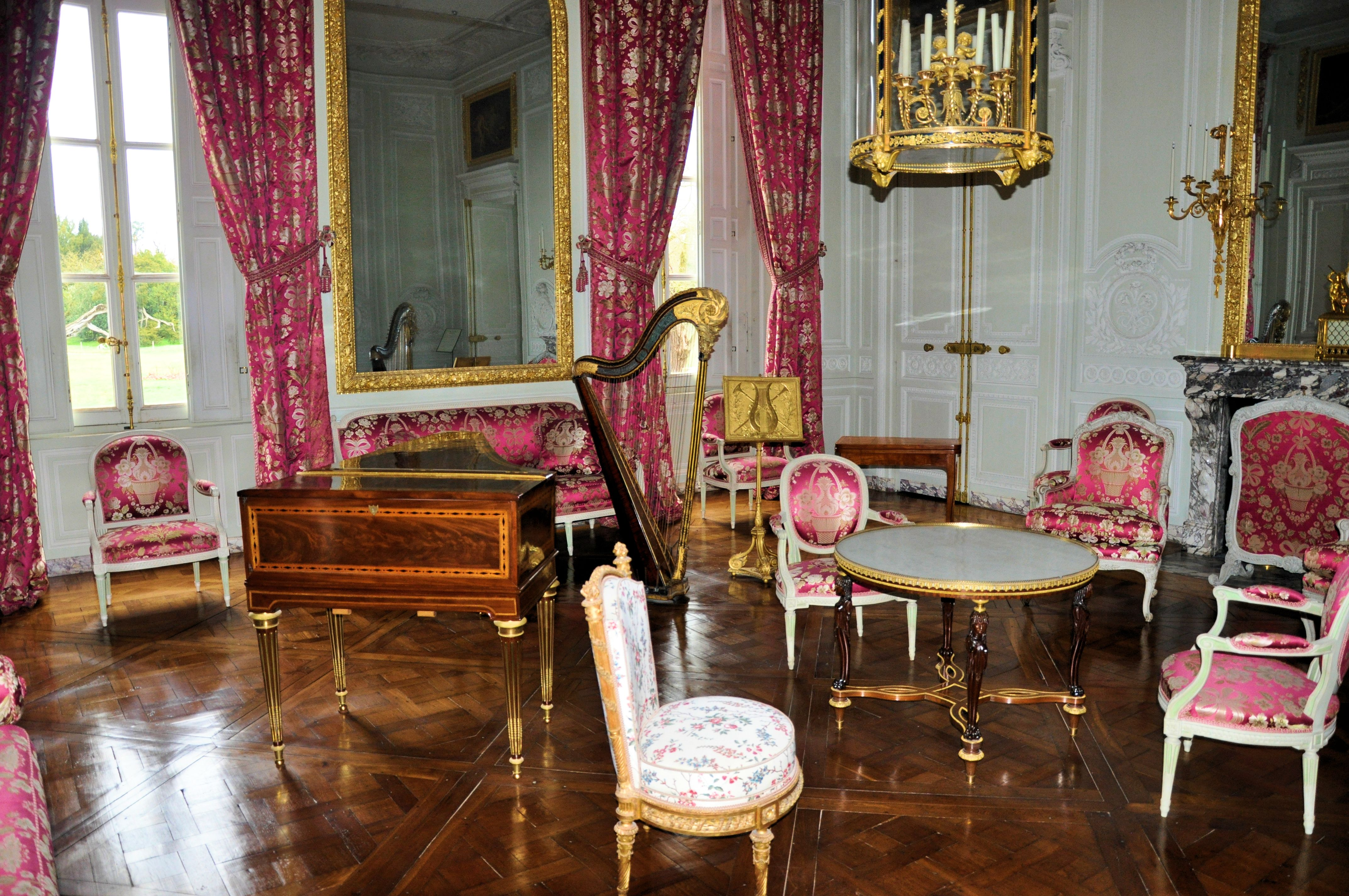
Salón de compañía en el Pequeño Trianón.

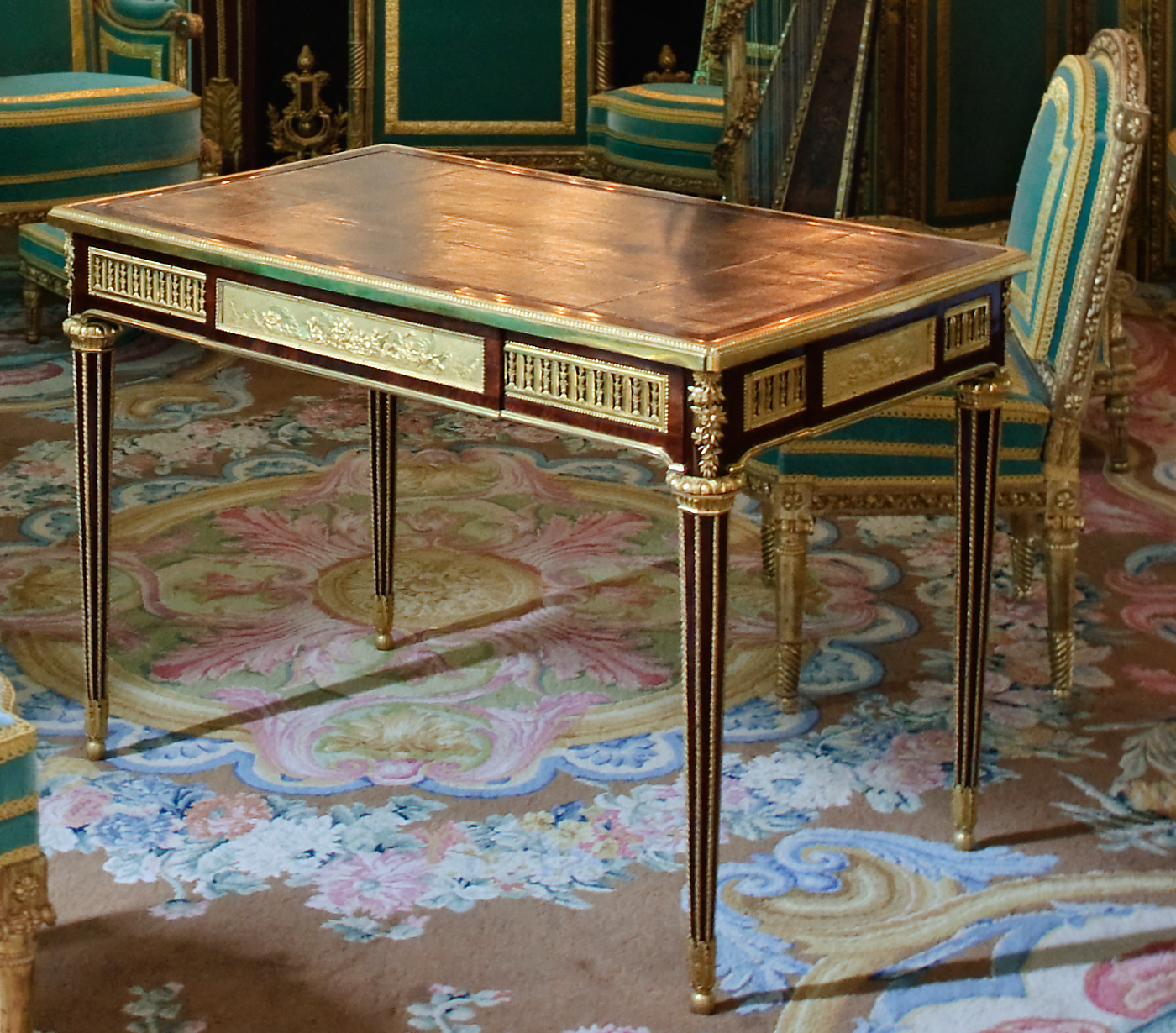
Escritorio de María Antonieta diseñado por Jean Henri Riesener en 1783.

Se trasmuda la pompa dramática de los Luis XIV y Luis XV en intimidad y musicalidad; revestimientos de madera, tallados y dorados, sustituyen al mármol; las sedas reemplazan al terciopelo y al brocado. Los matices tiernos y pálidos, el  créme apagado, el rosa de melocotón, el azul primaveral, son los colores preferidos; este arte se apoya en lo primaveral, no se aspira provocativamente a nada magnífco, a nada teatral e imponente, sino a lo discreto y amortiguado.
Los elementos decorativos son también austeros. Las formas de los adornos son simétricas y la inspiración se encuentra en la naturaleza y en los temas antiguos. Entre los más clásicos están el lazo de cinta y las cortinas festoneadas. El color dorado es colocado en pequeños ángulos de las claves (en los que se refuerzan las debilidades de los muebles). La base del mueble la constituye la línea recta. Desaparece la rocaille y en su lugar son insertados detalles ornamentales basados en motivos clásicos como guirnaldas, palmas, rosas, hachones encendidos, coronas de laurel, esferas, etc., pero siempre con mesura, sin exageración, generalmente en la parte superior del mueble. Estos muebles son además más pequeños que los del estilo Luis XV, y muchos son portátiles.
Las tapicerías también se hacen más sobrias, eliminando cualquier elemento sobrecargado. En ellas destacan los colores pálidos y pastel, y están enmarcadas por guirnaldas o medallones clásicos. Uno de los elementos más importantes del estilo Luis XVI es la rejilla. Para la pintura de las paredes se prefieren los colores marfileños y marmóreos, además del rosa, el azul claro y el gris pálido. El dorado es usado con moderación, alternándose por lo general con el blanco.

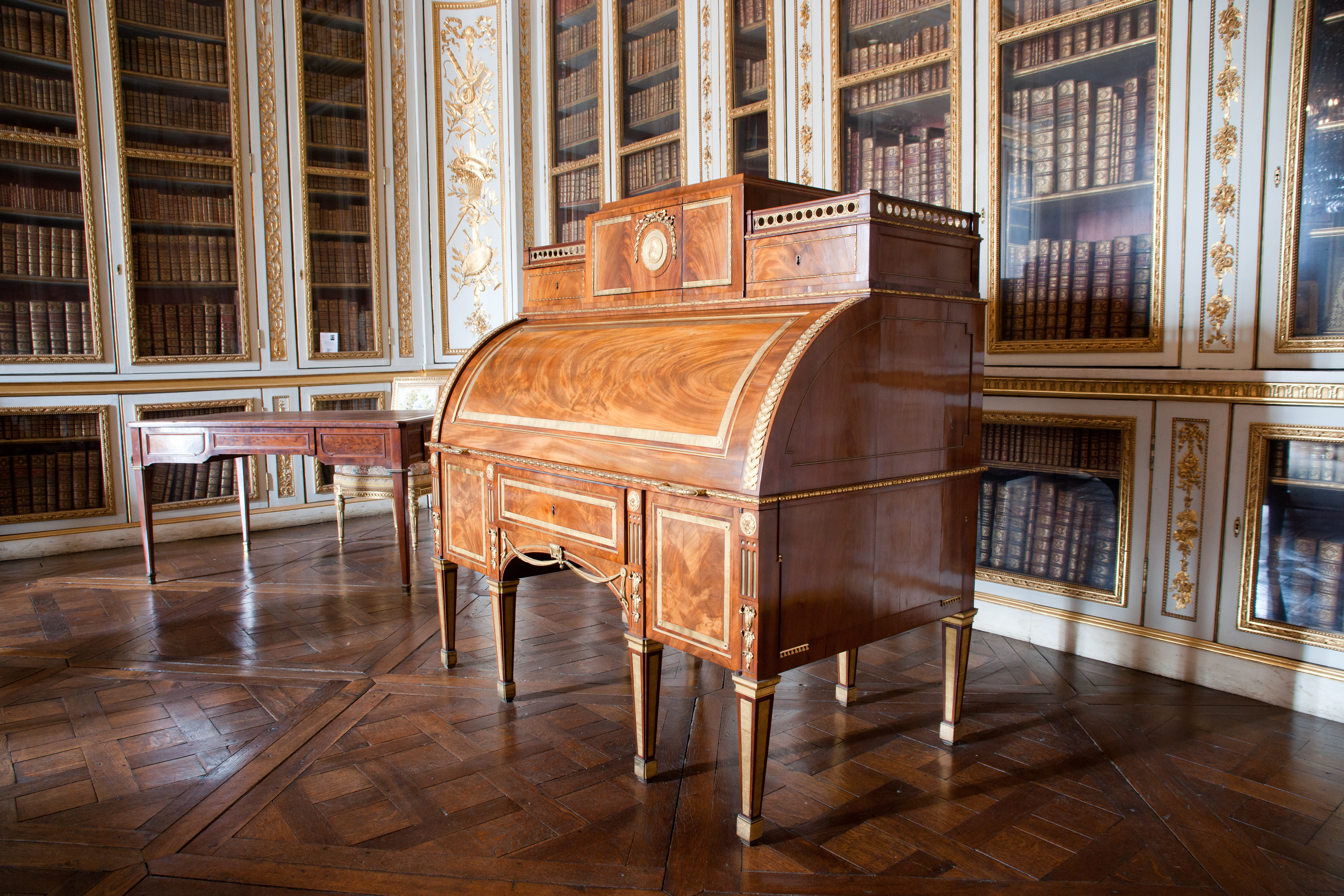
Escritorio de la Biblioteca de Luis XVI.

Aparecen nuevos tipos de sillas como las de espaldar rectangular y «en medallón» (de forma ovalada), creada por Louis Delanois en 1769. La patas arqueadas de los muebles de estilos anteriores son reemplazadas por patas rectas que imitan las columnas de la arquitectura clásica e incorporan elementos como las acanaladuras o el pilar cuadrado en la base superior. 
Las mesas de pedestal redondas y ovaladas (table guéridon) con tablero de mármol y las cómodas «de media luna» (representativas de este estilo) también se vuelven populares. Los escritorios y aparadores tienen usos más racionales que en los estilos anteriores, incorporando cajones ocultos. Los escritorios rectangulares y sencillos ganan terreno frente a los de «persiana». 
En cuanto a las camas, hay dos tipos principales: la cama francesa y la cama polaca. La primera está coronada por un gran dosel, mientras que la cama polaca es más pequeña, está destinada por lo general a incrustarse en un hueco de la pared, casi nunca incluye dosel y está acompañada por dos mesitas de noche a cada lado. La cama polaca fue más popular que la francesa. El mueble-vitrina (meuble vitrine), en donde se reemplazan las puertas del aparador por vidrios, es otra creación de la época.
Las habitaciones se hicieron más pequeñas y menos formales, lo que dio lugar a la especialización de los espacios, como el dormitorio, el bouidoir, el comedor y la biblioteca. Los techos, en oposición al estilo Luis XV, casi siempre se dejan sin decorar.

### Muebles emblemáticos

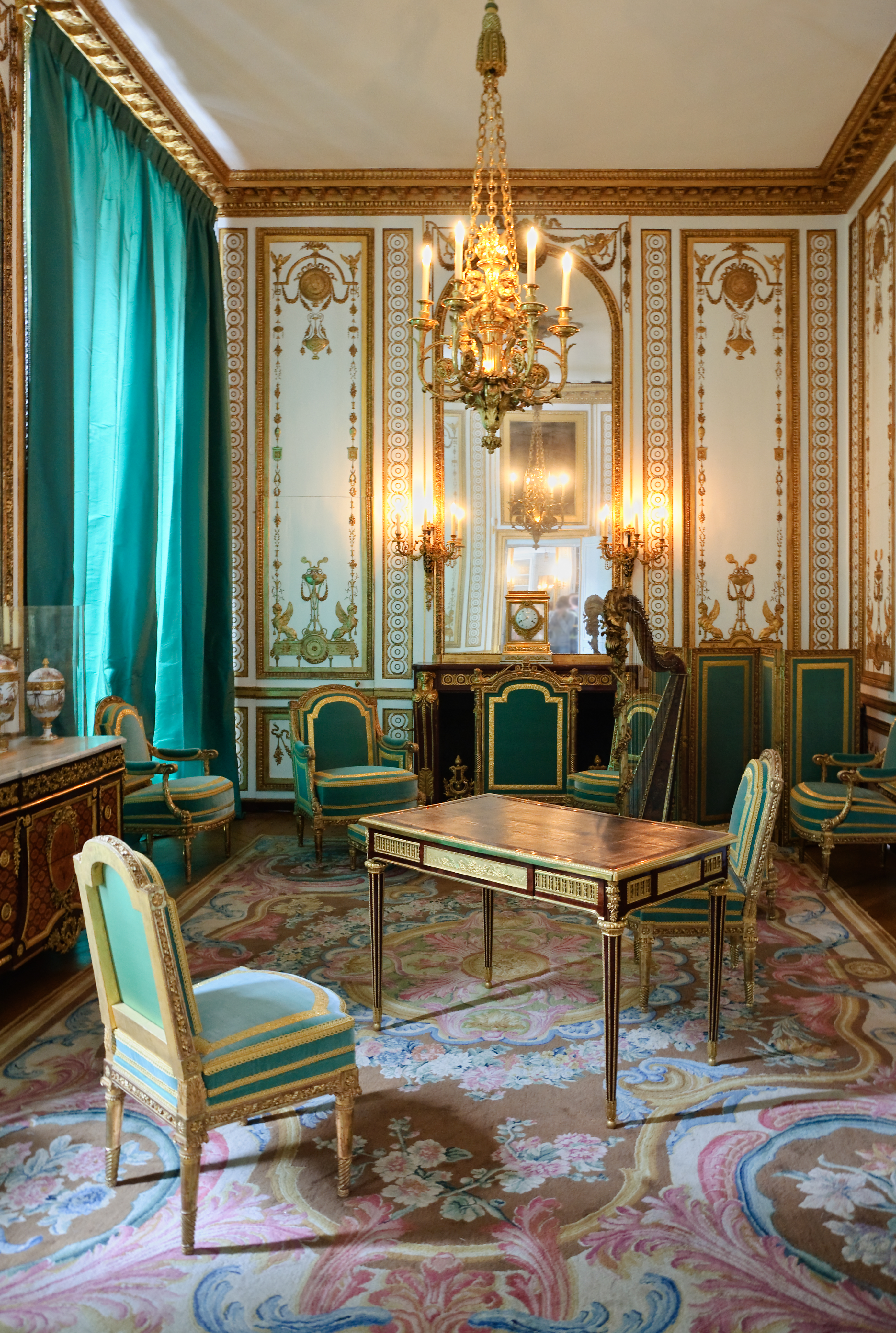
Interior del Cabinet doré de la reina María Antonieta en Versalles.

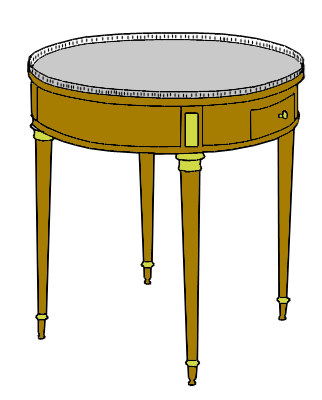
Mesa tipo jeu de bouillotte.
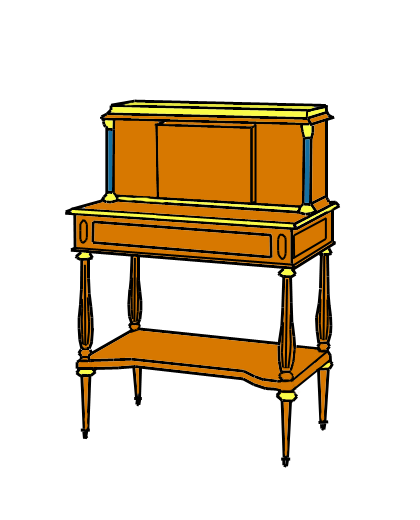
Mueble bonheur-du-jour.
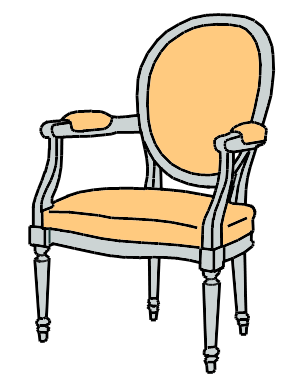
Silla con espaldar en médaillon.
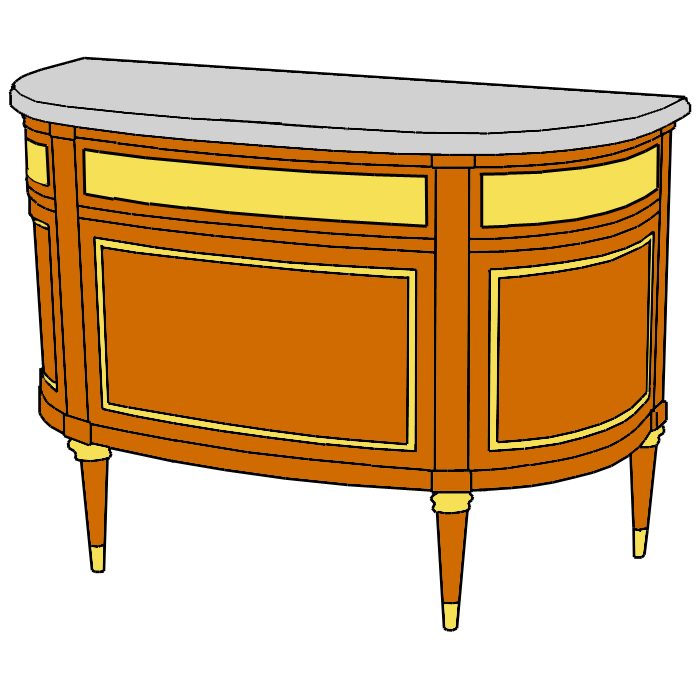
Cómoda de "media luna".

### Tipos de patas para los muebles

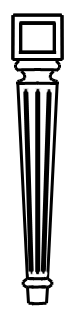
Pata acanalada.
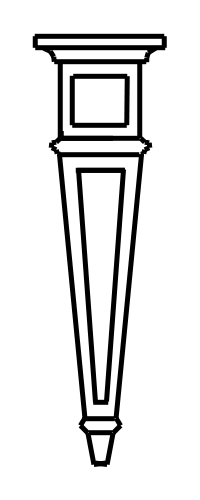
Pata con pilar cuadrado.

## Materiales
Las maderas más utilizadas fueron la haya común y el nogal. Sin embargo, para los escritorios se usaba el abeto y el roble, la caoba para los marcos y amaranto y palisandro para los enchapados. Para los acabados se empleaba goma de laca y barniz francés. La porcelana era encargada a la Manufactura Real de Sèvres. Finalmente, se incluían por lo general ornamentos en hierro forjado, placas de acero y figuras en bronce y cobre.

## Artistas destacados
En arquitectura:
- Étienne-Louis Boullée
- Ange-Jacques Gabriel
- Claude Nicolas Ledoux
- Jean-Rodolphe Perronet
- Jacques-Germain Soufflot

En pintura:
- Joseph Ducreux
- Joseph Duplessis
- Joseph-Marie Vien
- Jean-Baptiste Greuze
- Louis Jean Francois Lagrenée
- Marie-Anne Pierrette Paulze

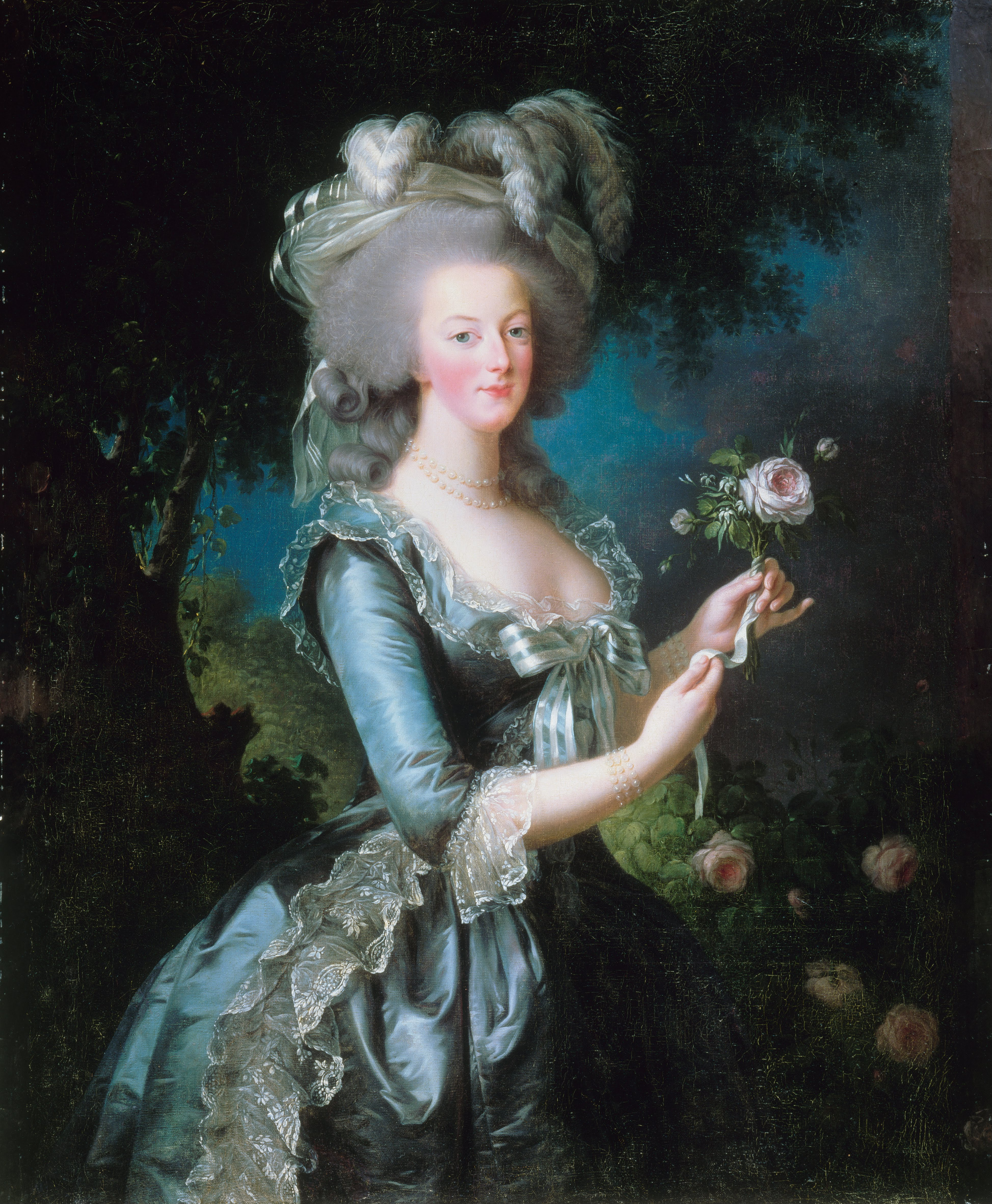
María Antonieta retratada por Marie-Louise-Élisabeth Vigée-Lebrun (1783).

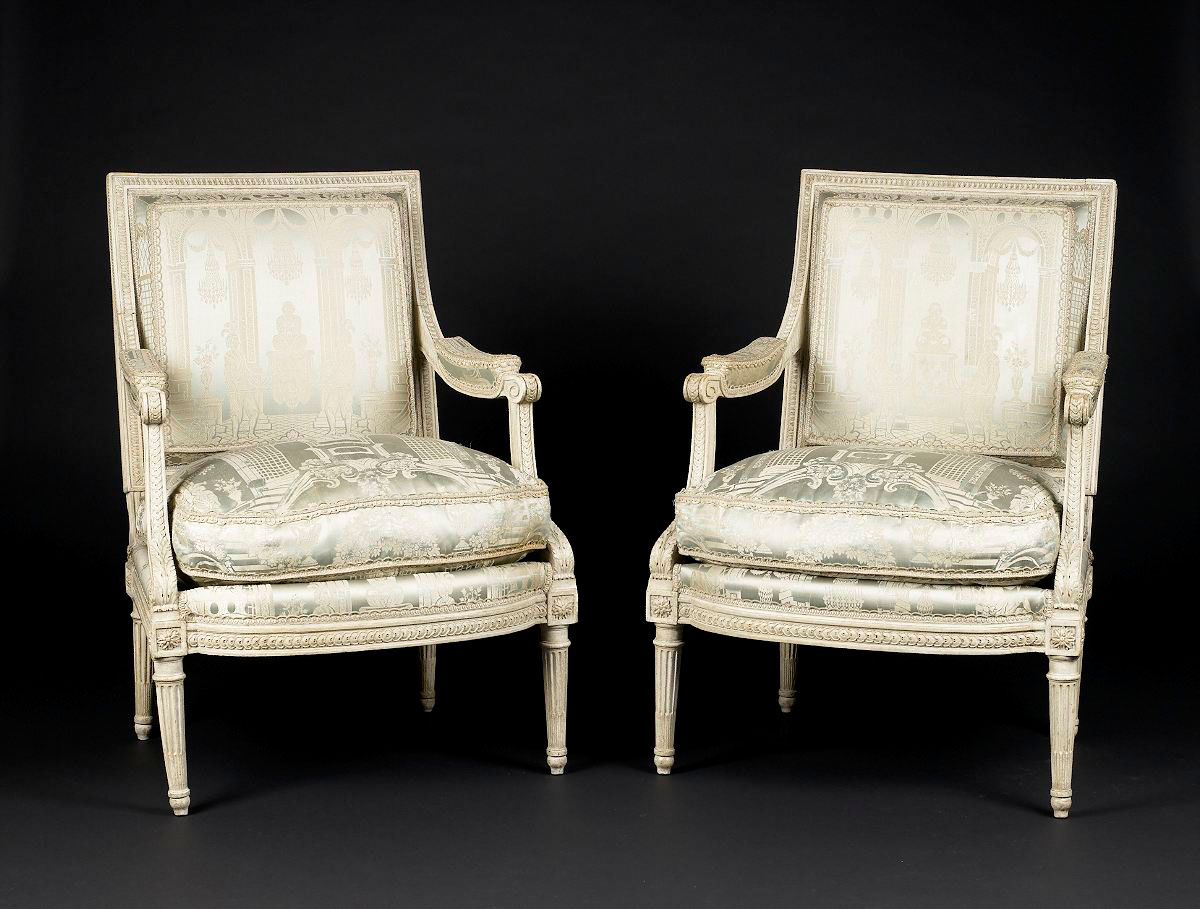
Sillas diseñadas por Georges Jacob.

- Marie-Louise-Élisabeth Vigée-Lebrun

En escultura:
- Edmé Bouchardon
- Antoine-Denis Chaudet
- Louis-Simon Boizot
- Pierre Gouthière
- Jean-Antoine Houdon
- Claude Michel
- Pierre-Philippe Thomire

En diseño de muebles:
- Guillaume Benemann
- Louis Delanois
- Georges Jacob
- Jean-François Leleu
- Nicolas Petit
- Jean-Henri Riesener
- Claude-Charles Saunier
- Jean-Baptiste-Claude Sené
- Adam Weisweiler

En orfebrería:
- Robert Auguste
- François Joubert

## Galería

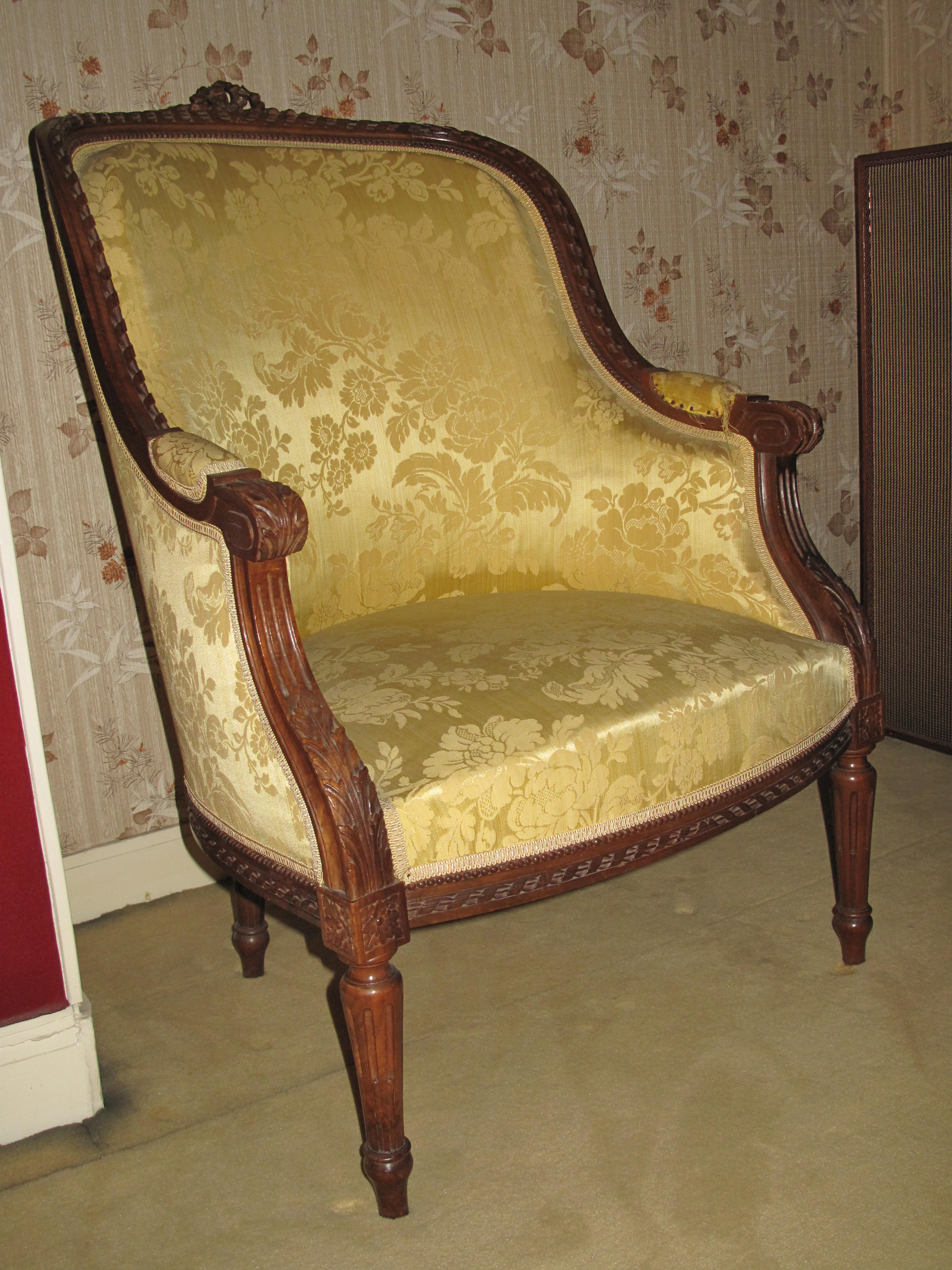
Sillón Luis XVI.
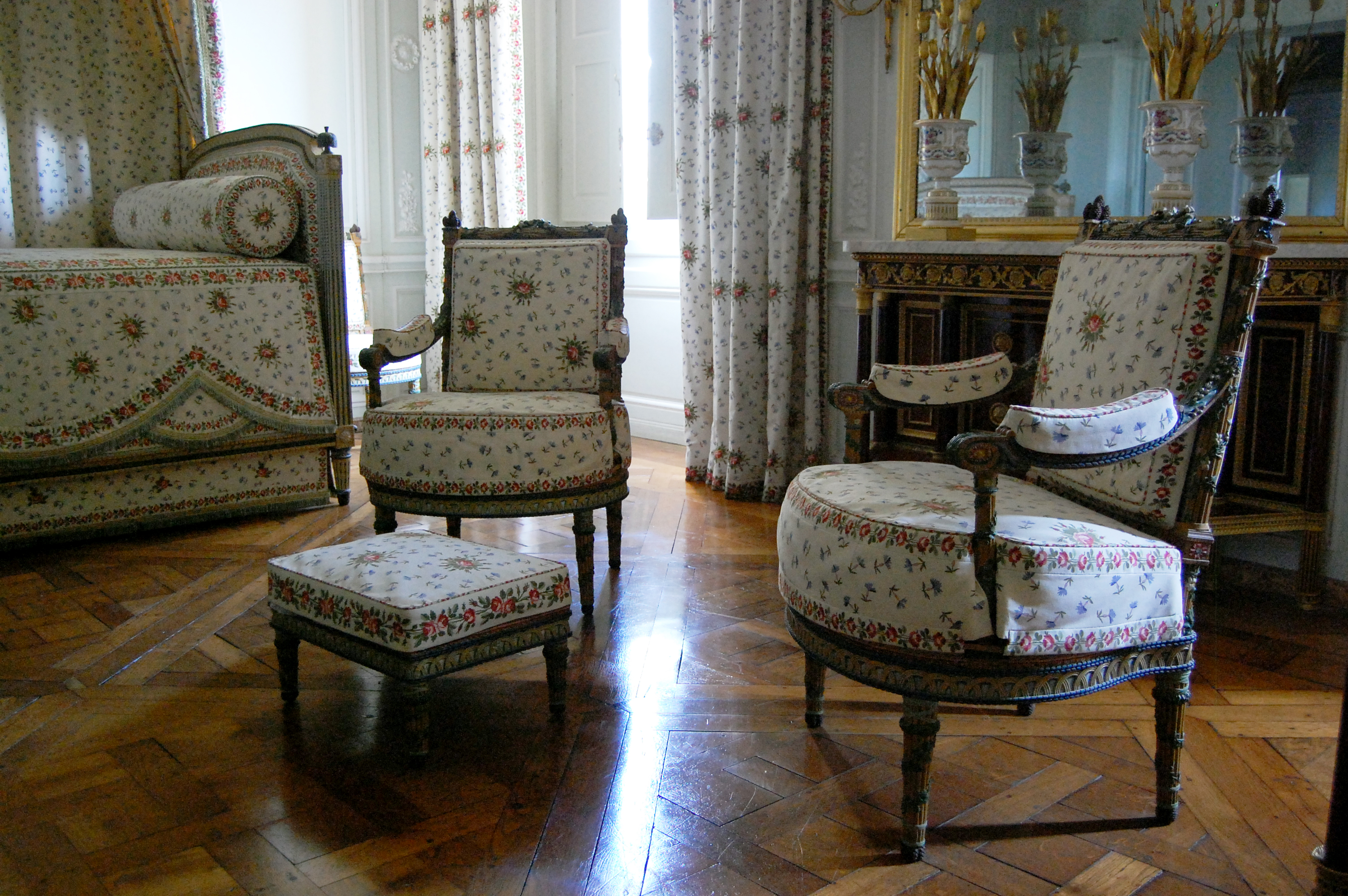
Interior de la Cámara de María Antonieta en el Pequeño Trianón.
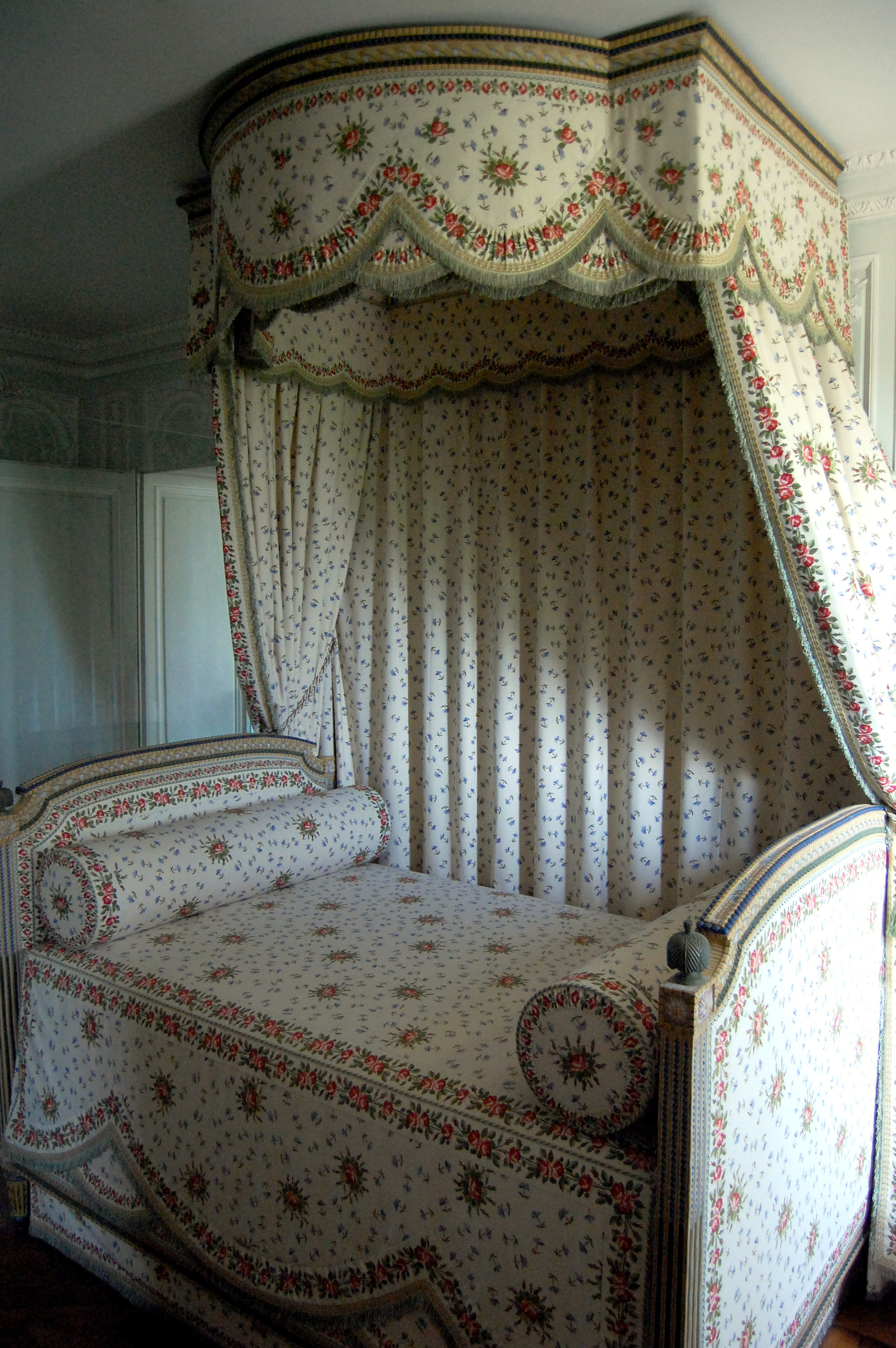
Cama de María Antonieta en el Pequeño Trianón
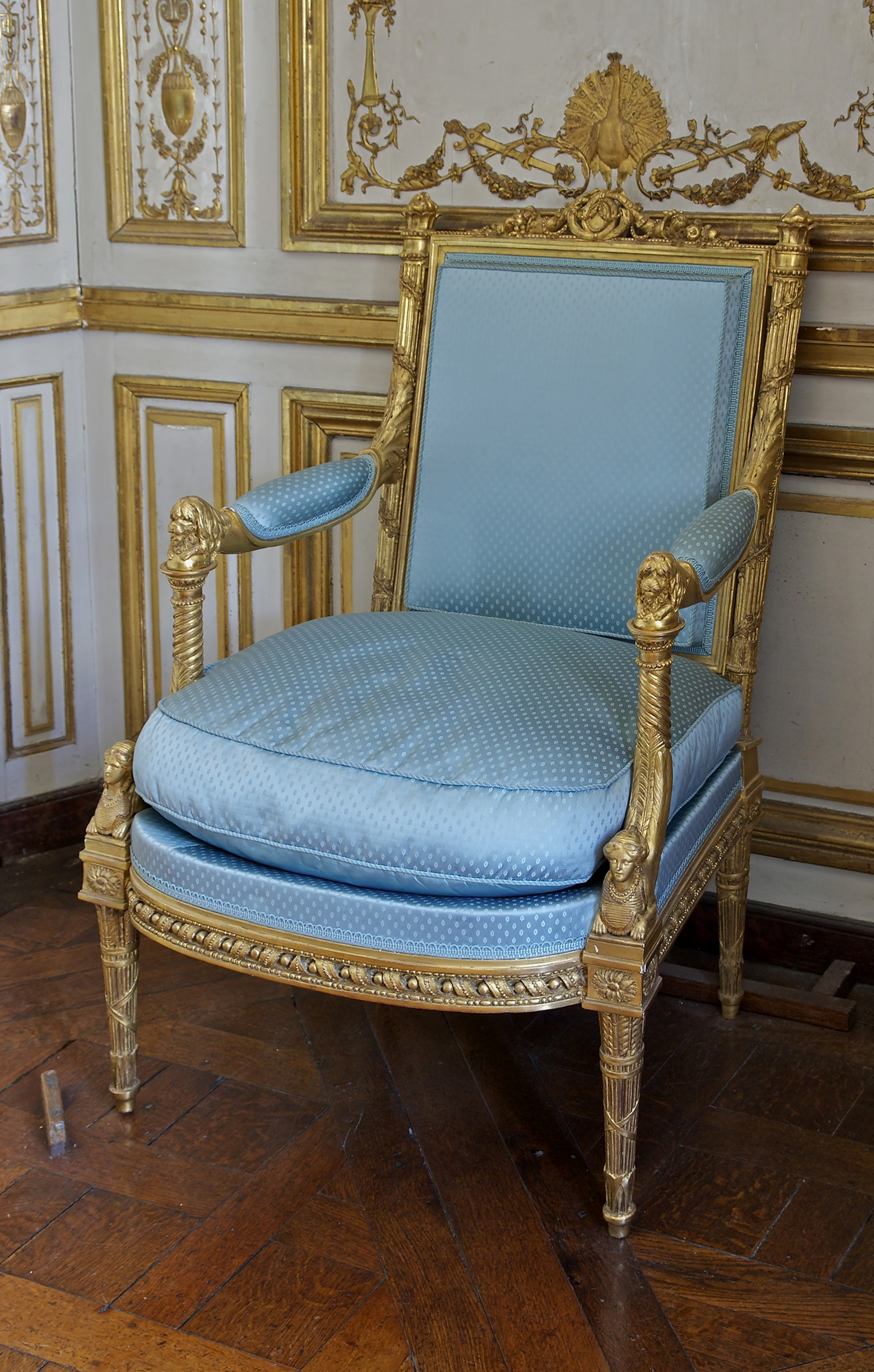
Silla de María Antonieta, construida en 1781.
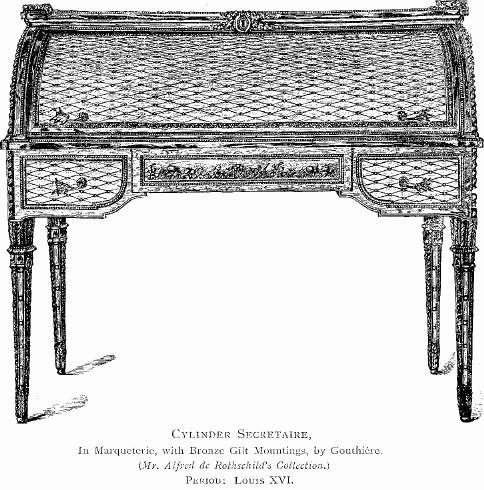
Bureau à cylindre.
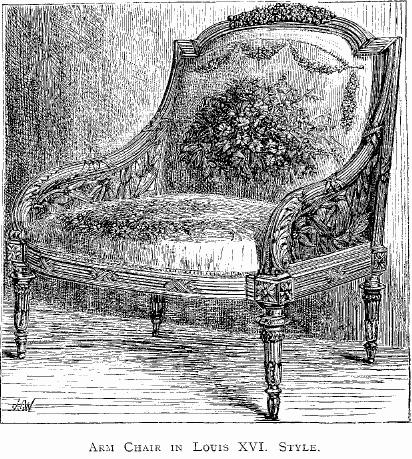
Bergère.
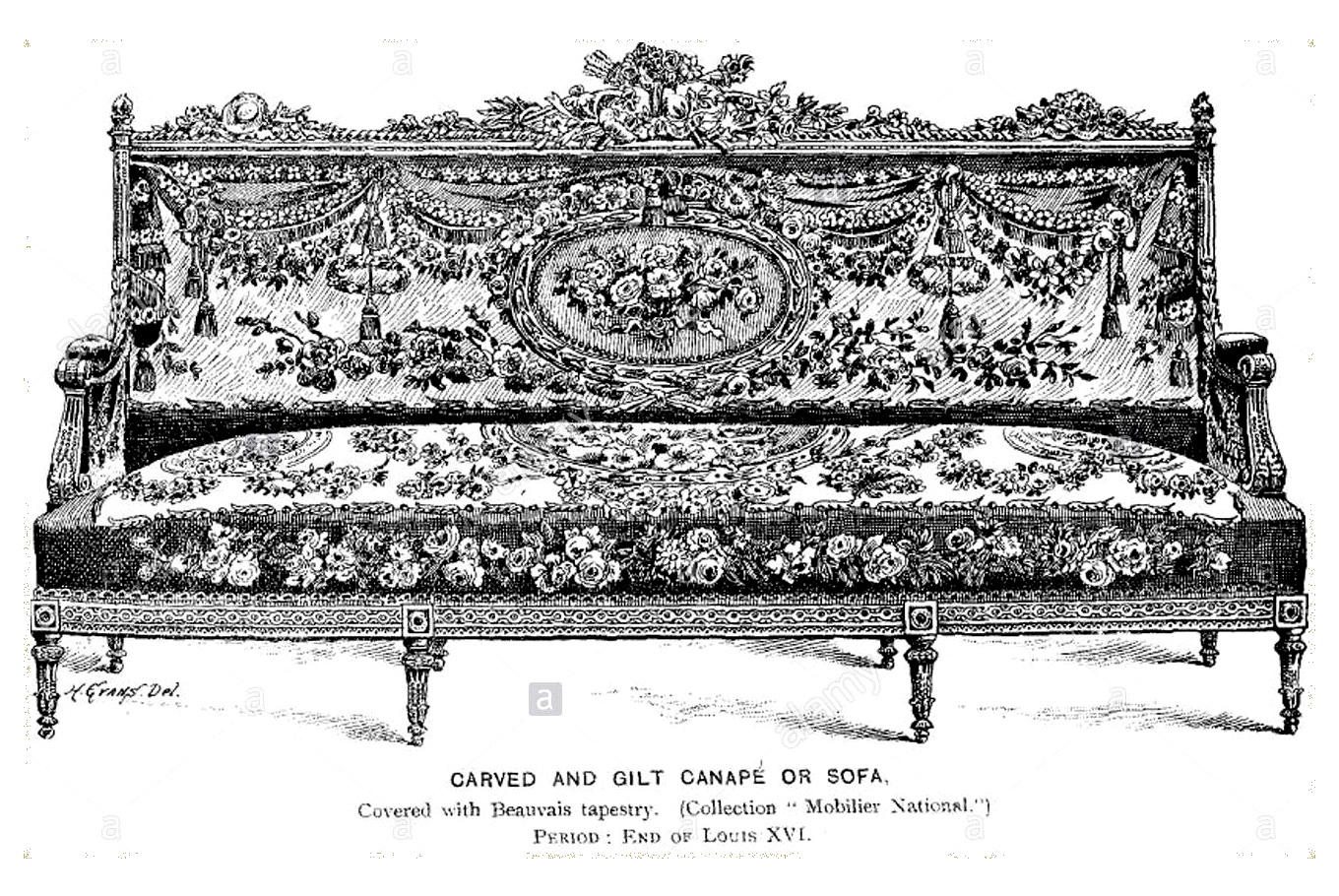
Canapé en suite del final del período, cubierto con tapicería de Beauvais.
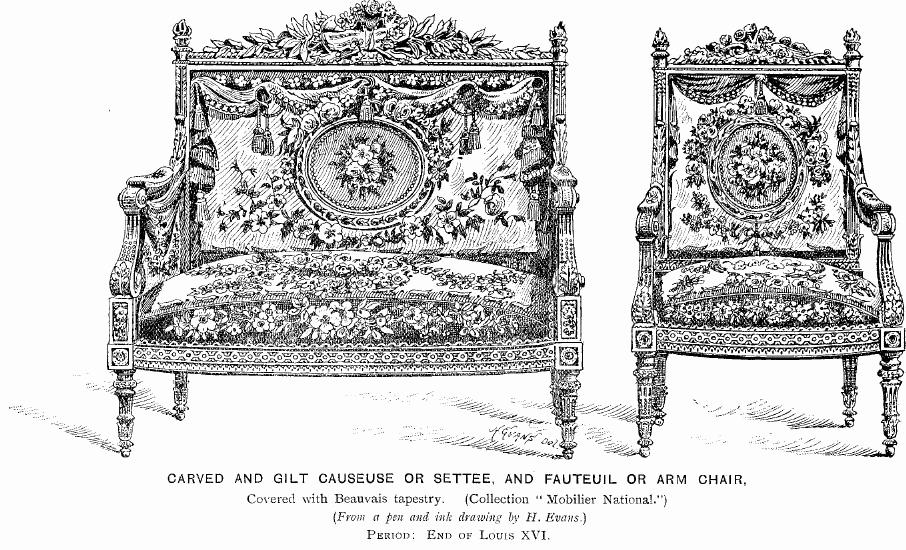
Causeuse ou fauteuil del final del período, cubierto con tapicería de Beauvais.
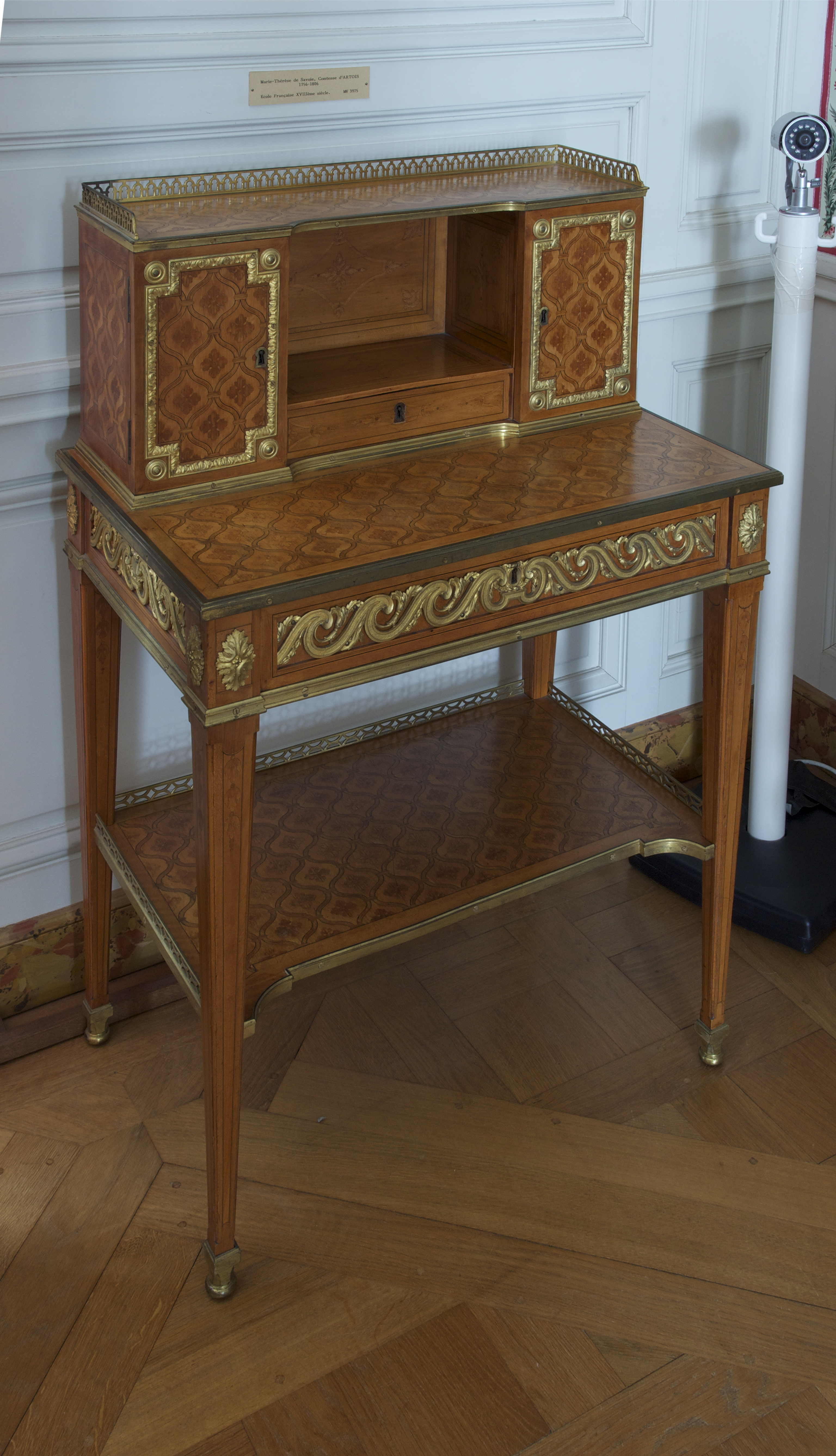
Mueble Bonheur-du-Jour.
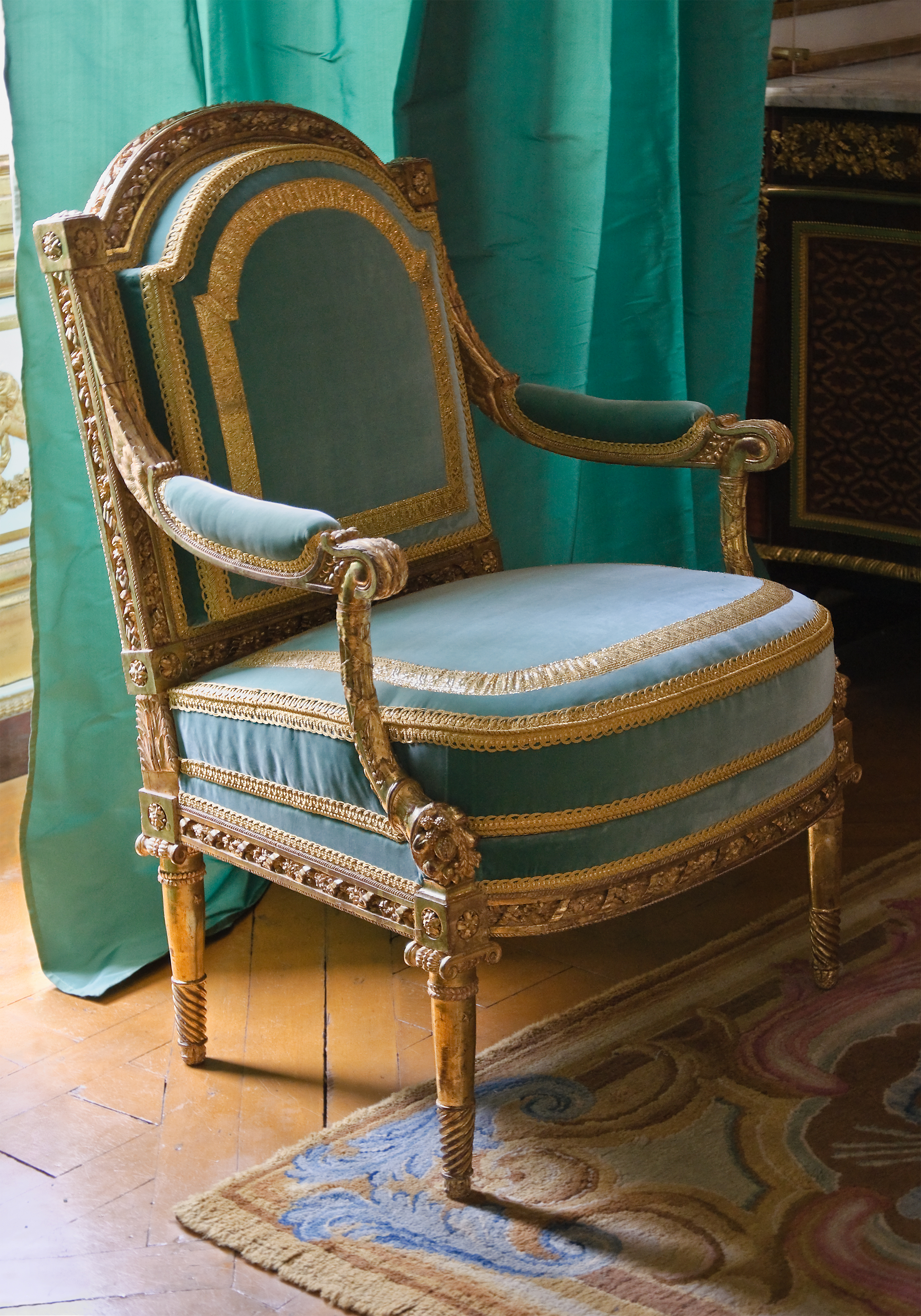
Silla fabricada por Georges Jacob, en los Apartamentos de la Reina del Palacio de Versalles.
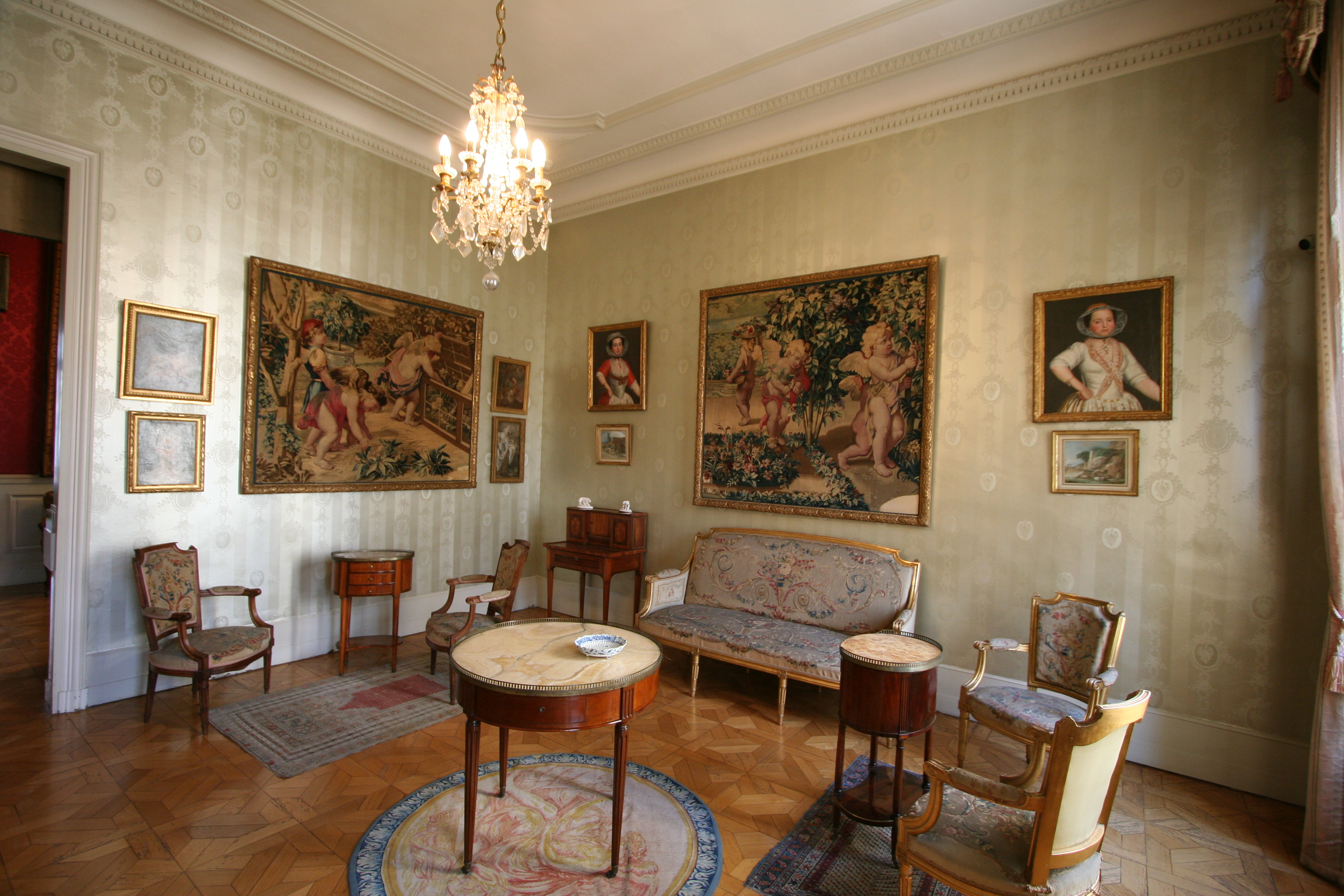
Salón Luis XVI en el Museo Grobet-Labadié.